# Бересловлево
Бересло́влево — деревня в Кимрском районе Тверской области России.
Входит в состав Печетовского сельского поселения.

## География и транспорт
Деревня Бересловлево по автодорогам расположена в 36 км к северо-западу от города Кимры, в 44 км от железнодорожной станции Савёлово, и в 174 км от МКАД.
Деревня окружена массивом мелколиственных и хвойных лесов. Почва в деревне в большинстве своём относится к супесям, во многих местах присутствуют значительные залежи торфа. К северо-востоку от деревни находится Битюковское болото.
Ближайшие населённые пункты — деревни Сельцы, Биколово, Кожевнево и Печетово.

## История
Деревня Бересловлево впервые появляется на карте Тверской губернии А. Менде 1853 г. как деревня Береславль.
В 1931 г. деревня Бересловлево вошла в состав Кимрского района, входящего в состав Московской области.
В 1935 г. деревня вошла в состав новообразованной Калининской области.
С начала 90-х гг. деревня была в составе Печетовского сельского округа (ликвидирован в 2006 г.).
В 2006 г. деревня Бересловлево вошла в состав новообразованного Печетовского сельского поселения.

## Население
| 1859 | 2002 | 2010 |
| ---- | ---- | ---- |
| 119  | ↘76  | ↘62  |

## Учреждения
На момент 2018 г. жители деревни ездят в среднюю общеобразовательную школу деревни Неклюдово, а также в город Кимры. За медицинскими услугами — в Печетовский ФАП, а также в город Кимры.
Ближайший банкомат и отделение Сбербанка находятся в городе Кимры.